# 盧守慎
盧 守慎（ノ・スシン、노수신、 1515年旧暦4月16日 - 1590年旧暦4月7日)は、李氏朝鮮の文臣、儒者。本貫は光州盧氏。字は寡悔。号は蘇齋、伊齋、暗室、茹芝老人。諡号は文懿、文簡。

## 人物
1534年に科挙の生員、進士の二試に合格し、成均館に入学し、金麟厚と莫逆の交友を結んだ。1543年に式年文科に及第し、成均館典籍や弘文館修撰を経て、翌年には王室侍従に入り、東宮（のちの仁宗）講官を拝命し、同選の李退渓と往来伴直を共にし、道義を講論して切磋琢磨した。
1545年、幼帝の明宗が即位すると、母の文定王后による垂簾聴政を契機に乙巳士禍が勃発し、盧守慎は罷免され、1547年に珍島に配流され、同地で学究生活を続け、従来の朱子学の訓釈に異を唱える「人心道心弁」を執筆した。
1567年に宣祖が即位すると、罪を許されて弘文館校理に除目された。1568年以降は、司諫院大司諫、吏曹参判、大司憲などを歴任し、1573年に右議政、1578年に左議政、1585年に領議政に昇進した。1590年に致仕し、漢城郊外の寓居に卒した。